# Astrit Kryeziu
Astrit Kryeziu (* 22. Oktober 1991 in der SFR Jugoslawien) ist ein kosovarischer Leichtathlet, der im Sprint und im Mittelstreckenlauf an den Start geht.

## Sportliche Laufbahn
Erste internationale Erfahrungen sammelte Astrit Kryeziu im Jahr 2013, als er bei den Balkan-Meisterschaften in Stara Sagora im 800-Meter-Lauf in 1:52,50 min den sechsten Platz belegte. Im Jahr darauf wurde er bei den Balkan-Meisterschaften in Pitești in 1:50,82 min Zweiter im B-Lauf und 2015 vertrat er sein Land bei der Team-Europameisterschaft, die für die 3. Liga im Zuge der Europaspiele in Baku ausgetragen wurde. Dort belegte er im 400-Meter-Lauf in 48,75 s den siebten Platz und wurde über 800 Meter in 1:52,02 min Vierter. 2016 siegte er bei den Balkan-Meisterschaften in Pitești in 1:50,39 min im B-Finale und belegte mit der kosovarischen 4-mal-400-Meter-Staffel in 3:16,87 min den siebten Platz. Im Jahr darauf erreichte er bei den Spielen der Frankophonie in Abidjan in 1:48,67 min Rang vier und schied anschließend bei den Weltmeisterschaften in London mit 1:49,94 min in der ersten Runde aus. 2018 gewann er bei den Meisterschaften der kleinen Staaten Europas in Schaan in 1:51,27 min die Bronzemedaille und anschließend gelangte er bei den Balkan-Meisterschaften in Stara Sagora nicht ins Ziel. 2019 belegte er bei den Balkan-Hallenmeisterschaften in Istanbul in 1:54,86 min den fünften Platz im B-Lauf und wurde bei den Freiluftmeisterschaften in Prawez in 1:51,52 min ebenfalls Fünfter. 2020 belegte er bei den Balkan-Hallenmeisterschaften in Istanbul in 1:52,78 min den ersten Platz im B-Lauf und im Jahr darauf erreichte er bei den Balkan-Hallenmeisterschaften ebendort nach 1:56,64 min Rang neun. 2022 gelangte er bei den Balkan-Hallenmeisterschaften in Istanbul mit 1:52,78 min auf Rang sechs und verpasste Anfang Juli bei den Mittelmeerspielen in Oran mit 1:50,57 min den Finaleinzug. Zuvor wurde er bei den Balkan-Meisterschaften in Craiova mit 1:52,53 min 13.
2023 wurde er bei der 3. Liga der Team-Europameisterschaft im Rahmen der Europaspiele in Chorzów in 1:57,44 min Siebter über 800 Meter und kam über 1500 Meter nicht ins Ziel. Im Jahr darauf gelangte er bei den Balkan-Hallenmeisterschaften in Istanbul mit 1:54,35 min auf den elften Platz über 800 Meter.

## Persönliche Bestleistungen
- 400 Meter: 48,12 s, 1. Juli 2017 in Stara Sagora (kosovarischer Rekord)
- 400 Meter (Halle): 49,59 s, 25. Februar 2016 in Istanbul (kosovarischer Rekord)
- 800 Meter: 1:48,03 min, 22. August 2015 in Rapperswil-Jona
  - 800 Meter (Halle): 1:50,55 min, 4. Februar 2023 in Gent